# Neath Port Talbot
Neath Port Talbot (walisisk: Castell-nedd Port Talbot) er et county borough i det sydvestlige Wales. Dets hovedbyer Neath, Port Talbot, Briton Ferry og Pontardawe. Det grænser op til Bridgend County Borough og Rhondda Cynon Taf mod øst, Powys og Carmarthenshire mod nord og Swansea mod vest.
Neath Port Talbot er den ottende-mest befolkede område i Wales og det tredjemest befolkede county borough. I 2011 var området befolkningstal 139.812. Befolkningen i kystområderne er hovedsageligt engelsk-talende, hvor der er en større andel af walisisk-talende person i dalene i den nordlige del.